# قرار مجلس الأمن التابع للأمم المتحدة رقم 1581
قرار مجلس الأمن التابع للأمم المتحدة رقم 1581، المتخذ بالإجماع في 18 كانون الثاني / يناير 2005، بعد التذكير بالقرارين 1503 (2003) و1534 (2004)، وافق المجلس على تمديد فترة عمل سبعة قضاة لفترات قصيرة في المحكمة الجنائية الدولية يوغوسلافيا السابقة من أجل السماح لهم بإنهاء الفصل في القضايا التي كانوا يعملون فيها. كان أول قرار لمجلس الأمن يتخذ في 2005
وتوقع مجلس الأمن أن تمديد فترات محاكمة القضاة سيعزز الإجراءات ويسمح للمحكمة الجنائية الدولية ليوغوسلافيا السابقة بالوفاء بالتزاماتها باستراتيجية الإنجاز. بناءً على طلب الأمين العام كوفي عنان، مدد المجلس فترة ولاية القضاة المخصصين على النحو التالي:
(أ) القاضي راسوازاناني والقاضي سوارت حتى إنهاء قضية هادجسانوفيتش؛
(ب) القاضي بريدينشولت والقاضي إيسر حتى إنهاء قضية أوريتش؛
(ج) القاضية تيلين والقاضي فان دن وينغيرت حتى إنهاء قضية ليماج؛
(د) القاضي كانيفيل حتى إنهاء قضية كرايشنيك؛
(هـ) القاضي سزيناسي حتى إنهاء قضية هاليلوفيتش إذا كان مكلفا بها؛
(و) القاضي هانوتو حتى إنهاء قضية كراجيشنيك إذا كان قد مكلفا بها.

وأشار المجلس إلى نية المحكمة الجنائية الدولية ليوغوسلافيا السابقة إنهاء قضية هادجاسانوفيتش بحلول نهاية أيلول / سبتمبر 2005، وقضية هاليلوفيتش قبل نهاية تشرين الأول / أكتوبر 2005، وقضيتي أوريتش وليماي بنهاية تشرين الثاني / نوفمبر 2005، وقضية كراجيشنيك قبل نهاية نيسان / أبريل 2006.

## روابط خارجية
- نص القرار في undocs.org